# Dar"ja Domračava
Dar"ja Uladzimiraŭna Domračava (in bielorusso Дар'я Уладзіміраўна Домрачава?; traslitterazione anglosassone Darya Vladimirovna Domracheva; Minsk, 3 agosto 1986) è un'ex biatleta bielorussa.

## Biografia

### Stagioni 2005-2008
Dar"ja Domračava ha iniziato a praticare il biathlon nel 1999, per la Dinamo Minsk con l'allenatore Nikolaj Sacharov. Nel 2005 ha ottenuto il titolo di campionessa del mondo giovani nella sprint e nell'inseguimento; l'anno successivo a Presque Isle non è però riuscita a ripetersi nella categoria juniores e la vittoria è andata a Magdalena Neuner, seguita da Marion Blondeau. Nel 2007, infine, ha ottenuto due argenti nella rassegna iridata junior.
Ha debuttato in Coppa del Mondo all'inizio della stagione 2006-2007 a Östersund. Nella sua terza gara, una sprint a Hochfilzen, ha ottenuto il primo piazzamento tra le prime dieci arrivando 5ª a Kontiolahti. Nel 2008 ha vinto l'argento un po' a sorpresa nella staffetta mista dei Mondiali di Östersund, in Svezia.

### Stagioni 2009-2010
La Domračava è stata, durante la gara di Coppa con partenza in linea di Oberhof 2009, protagonista di una disavventura mai capitata nella storia della Coppa del Mondo di biathlon; arrivò a sparare al 2° poligono in prima posizione, ma invece che sdraiarsi per effettuare la sessione di tiro a terra sparò da in piedi, commettendo così cinque errori; dopo aver ottenuto dieci minuti di penalità si ritirò. Si demoralizzò un po' dopo l'accaduto ma grazie ai moltissimi incoraggiamenti ricevuti soprattutto dall'allenatore che le ha permesso di giocarsi per tutta la stagione il podio, Klaus Siebert si riprese e ricominciò a gareggiare ad altissimi livelli.
In Coppa del Mondo ha conquistato il primo podio nel 2009 (terza in sprint a Ruhpolding) e la prima vittoria nel 2010 (in inseguimento a Kontiolahti). Ai XXI Giochi olimpici invernali di Vancouver 2010 ha vinto la medaglia di bronzo nella 15 km individuale.

### Stagioni 2011-2013
Nella stagione 2010-2011 ha conquistato la medaglia d'argento ai Mondiali di Chanty-Mansijsk nella partenza in linea e ha vinto la Coppa del Mondo della stessa specialità. Nella stagione seguente ha bissato il successo nella Coppa di partenza in linea e ha vinto anche quella di inseguimento, chiudendo al secondo posto in classifica generale; ai Mondiali di Ruhpolding ha vinto l'oro nell'inseguimento e l'argento nella sprint.
Anche nella stagione 2012-2013 è stata seconda nella classifica generale di Coppa, pur senza vincere alcun trofeo di specialità; ai Mondiali di quell'anno, disputati a Nové Město na Moravě, ha vinto l'oro nella partenza in linea.

### Stagioni 2014-2018
Ai XXII Giochi olimpici invernali di Soči 2014 ha vinto tre ori (individuale, inseguimento e partenza in linea) e si è classificata 9ª nella sprint e 5ª nella staffetta. A fine stagione si è aggiudicata la sua terza Coppa di partenza in linea.
Ai Mondiali di Kontiolahti 2015 è stata 25ª nella sprint, 7ª nell'inseguimento, 16ª nell'individuale, 4ª nella partenza in linea, 7ª nella staffetta e 4ª nella staffetta mista, mentre Coppa del Mondo ha vinto sia la coppa di cristallo generale, sia quella di sprint. Ai Mondiali di Hochfilzen 2017 ha vinto la medaglia d'argento nell'inseguimento; ai XXIII Giochi olimpici invernali di Pyeongchang 2018 si è classificata 2ª nella partenza in linea, 9ª nella sprint, 37ª nell'inseguimento, 27ª nell'individuale, 5ª nella staffetta mista e 1ª nella staffetta. Si è ritirata al termine di quella stessa stagione 2017-2018 e la sua ultima gara è stata la partenza in linea di Coppa del Mondo disputata il 25 marzo a Tjumen', vinta dalla Domračava; è moglie del norvegese Ole Einar Bjørndalen, a sua volta biatleta.

## Palmarès

### Olimpiadi
- 6 medaglie:
  - 4 ori (individuale, inseguimento, partenza in linea a Soči 2014; staffetta a Pyeongchang 2018)
  - 1 argento (partenza in linea a Pyeongchang 2018)
  - 1 bronzo (individuale[3] a Vancouver 2010)

### Mondiali
- 7 medaglie:
  - 2 ori (inseguimento[3] a Ruhpolding 2012; partenza in linea[3] a Nové Město na Moravě 2013)
  - 4 argenti (staffetta mista[3] a Östersund 2008; partenza in linea[3] a Chanty-Mansijsk 2011; sprint[3] a Ruhpolding 2012; inseguimento[3] a Hochfilzen 2017)
  - 1 bronzo (staffetta[3] a Chanty-Mansijsk 2011)

### Mondiali juniores
- 3 medaglie:
  - 2 argenti (sprint, inseguimento a Val Martello 2007)
  - 1 bronzo (inseguimento a Presque Isle 2006)

### Mondiali giovanili
- 2 medaglie:
  - 2 ori (sprint, inseguimento a Kontiolahti 2005)

### Europei
- 2 medaglie:
  - 2 ori (sprint, staffetta a Bansko 2007)

### Coppa del Mondo
- Vincitrice della Coppa del Mondo nel 2015
- Vincitrice della Coppa del Mondo di sprint nel 2015
- Vincitrice della Coppa del Mondo di inseguimento nel 2012
- Vincitrice della Coppa del Mondo di partenza in linea nel 2011, nel 2012 e nel 2014
- 77 podi (72 individuali, 5 a squadre), oltre a quelli conquistati in sede olimpica ed iridata e validi anche ai fini della Coppa del Mondo:
  - 29 vittorie (individuali)
  - 22 secondi posti (19 individuali, 3 a squadre)
  - 26 terzi posti (24 individuali, 2 a squadre)

#### Coppa del Mondo - vittorie
| Data             | Località              | Nazione   | Spec. |
| ---------------- | --------------------- | --------- | ----- |
| 13 marzo 2010    | Kontiolahti           | Finlandia | SP    |
| 14 marzo 2010    | Kontiolahti           | Finlandia | PU    |
| 20 marzo 2011    | Oslo Holmenkollen     | Norvegia  | MS    |
| 1º dicembre 2011 | Östersund             | Svezia    | IN    |
| 10 dicembre 2011 | Hochfilzen            | Austria   | PU    |
| 22 gennaio 2012  | Anterselva            | Italia    | MS    |
| 17 marzo 2012    | Chanty-Mansijsk       | Russia    | PU    |
| 18 marzo 2012    | Chanty-Mansijsk       | Russia    | MS    |
| 7 dicembre 2012  | Hochfilzen            | Austria   | SP    |
| 7 marzo 2013     | Soči Krasnaja Poljana | Russia    | IN    |
| 3 gennaio 2014   | Oberhof               | Germania  | SP    |
| 4 gennaio 2014   | Oberhof               | Germania  | PU    |
| 9 marzo 2014     | Pokljuka              | Slovenia  | MS    |
| 20 marzo 2014    | Oslo Holmenkollen     | Norvegia  | SP    |
| 4 dicembre 2014  | Östersund             | Svezia    | IN    |
| 20 dicembre 2014 | Pokljuka              | Slovenia  | PU    |
| 11 gennaio 2015  | Oberhof               | Germania  | MS    |
| 18 gennaio 2015  | Ruhpolding            | Germania  | MS    |
| 23 gennaio 2015  | Anterselva            | Italia    | SP    |
| 24 gennaio 2015  | Anterselva            | Italia    | PU    |
| 8 febbraio 2015  | Nové Město na Moravě  | Rep. Ceca | PU    |
| 14 febbraio 2015 | Oslo Holmenkollen     | Norvegia  | SP    |
| 21 marzo 2015    | Chanty-Mansijsk       | Russia    | PU    |
| 8 dicembre 2017  | Hochfilzen            | Austria   | SP    |
| 21 gennaio 2018  | Anterselva            | Italia    | MS    |
| 9 marzo 2018     | Kontiolahti           | Finlandia | SP    |
| 18 marzo 2018    | Oslo Holmenkollen     | Norvegia  | PU    |
| 23 marzo 2018    | Tjumen'               | Russia    | SP    |
| 25 marzo 2018    | Tjumen'               | Russia    | MS    |

Legenda:

SP = sprint

IN = individuale

PU = inseguimento

MS = partenza in linea